# Trams in Groningen
In de stad en de provincie Groningen hebben trams gereden tussen 1880 en 1949. Alleen de tramlijn naar Drachten bleef als goederenlijn bestaan tot 1985.

## De EGTM
De Eerste Groninger Tramway-Maatschappij (EGTM) was, zoals de naam aangeeft, het eerste trambedrijf. Dit werd opgericht te Veendam op 31 oktober 1879. In 1880, op 18 augustus, startte de eerste paardentramlijn in de provincie Groningen zijn diensten. De tram reed aanvankelijk van Zuidbroek via Veendam naar Wildervank, op 26 mei 1881 werd de lijn verlengd naar Stadskanaal. In 1894-1895 kwamen er nog zijtakken, respectievelijk verlengingen van Veendam naar Nieuwe Pekela, van Buinermond naar Valthermond en vandaar naar Ter Apel. De tramlijn had een totale lengte van 49,9 km en een spoorwijdte van 1435 mm (normaalspoor).
In 1914 nam de OG (zie aldaar) de diensten Veendam – Pekela en Veendam – Ter Apel over. Deze werden opgeheven op 1 oktober 1920.

## Stad Groningen
De eerste tram in de stad Groningen was de paardentram van de TGP tussen Station Groningen en de Nieuwe Ebbingestraat, die zijn dienst een maand eerder dan de EGTM begon, op 12 juli 1880. De dienst werd nog datzelfde jaar uitgebreid met een zijtak van de Heerebrug naar het Boschhuis aan de Heereweg. In 1885 kwam er ook een paardentram naar de Halte SS (Station Groningen Noord).
In 1906 nam de Gemeentetram Groningen de stadstram over.

## Paardentrams
Vanuit de stad Groningen werden er nog twee paardentramlijnen aangelegd, door respectievelijk de Tramweg Maatschappij Zuidlaren – Groningen (TMZG), opgericht in 1891 (opening van de lijn in 1892) en de Tramweg-Maatschappij Groningen – Paterswolde – Eelde (GPE), opgericht in 1896. Deze beide tramlijnen hadden een spoorwijdte van 750 mm en een lengte van resp. 21,5 km en 10,0 km. De TMZG werd opgeheven in 1919, de GPE ging in 1921 over op motortractie, die nog in dienst bleef tot 1929.
In het noorden van de provincie Groningen heeft tussen 1897 en 1922 een paardentram gereden van de Tramweg-Maatschappij Winsum – Ulrum, die de dorpen ten westen van Winsum een verbinding gaf met het station Winsum. Toen in 1922 de Spoorlijn Winsum - Zoutkamp door de Groninger Locaalspoorweg-Maatschappij werd geopend was de paardentram overbodig geworden. De lijn had een lengte van 14,6 km en een spoorwijdte van 1067 mm (kaapspoor).

## Stoomtrams
De eerste stoomtramlijn werd geopend in 1882 door de in 1881 opgerichte Stoomtramweg-Maatschappij "Oldambt"'. Deze exploiteerde de lijn Winschoten – Finsterwolde – Scheemda, met een lengte van 24 km en een spoorwijdte van 1067 mm (kaapspoor). Vanaf 1884 werd deze overgenomen door de Stoomtramweg-Maatschappij Oldambt - Pekela (SOP) te Finsterwolde, die de dienst voortzette tussen Winschoten en Finsterwolde. In 1885 kwam de lijn Winschoten – Stadskanaal er bij. Het net had een totale lengte van 30,0 km. Vanaf 1932 was er ook motortractie, het personenvervoer werd gestaakt in 1934, het goederenvervoer op 14 augustus 1939.
In 1900 werd de Tramweg-Maatschappij Winschoten – Bellingwolde (WB) opgericht, die de een paardentram op de gelijknamige route exploiteerde met een lengte van 13,3 km en een spoorwijdte van 1067 mm. De maatschappij werd in 1914 overgenomen door de OG.
De Stoomtramweg-Maatschappij Oostelijk Groningen (OG) werd in 1912 opgericht te Winschoten. In september 1914 werd de exploitatie voortgezet van de hiervoor genoemde EGTM en WB. De lijnen van de vroegere EGTM werden tussen 1920 en 1923 opgeheven. De paardentram op de lijn naar Bellingwolde werd in 1915-1917 vervangen door een stoomtram.
In 1915 werd door de OG de lijn (Winschoten –) Blijham – Ter Apel geopend, vier jaar later, in 1919, gevolgd door de lijn Winschoten – Delfzijl. De trams van de OG bleven rijden tot 1 juni 1948, waarna zij door busdiensten werden vervangen. Alleen zandvervoer vond nog plaats tot 1950, waarna de sporen werden opgebroken. Hiermee kwam een einde aan het laatste Groningse stoomtrambedrijf.
In Ter Apel kwamen stoomtrams van drie trammaatschappijen bij elkaar: de in 1907 geopende lijn Emmercompascuum – Ter Apel van de DSM, de in 1910 geopende lijn Emmen – Ter Apel van de EDS en de in 1915 geopende lijn Winschoten – Ter Apel van de OG.
In het westen van de provincie Groningen had de Nederlandsche Tramweg Maatschappij (NTM) de tramlijn Drachten – Groningen, geopend op 1 oktober 1913. Deze tramlijn via de Groningse dorpen Leek, Tolbert en Marum was de laatste tramlijn in de provincie Groningen. De stoomtram werd in 1947 vervangen door een motortram, afkomstig van de Gooische Tramweg Maatschappij (GTM), maar op 8 mei 1948 kwam een einde aan deze dienst. Nadien werd hier door de Nederlandse Spoorwegen nog goederenvervoer verzorgd met dieseltractie. De in de jaren vijftig in Drachten gevestigde Philipsfabriek was de belangrijkste klant. Nog tot in de jaren tachtig was er regelmatig goederenvervoer over de Philipslijn met diesellocs van de serie NS 2400. In de jaren 1973, 1975 en 1976 keerde de stoomtram nog eens terug toen de Stoomtram Hoorn – Medemblik (SHM) ritten uitvoerde op deze oude tramlijn. De laatste rit over de gehele lijn werd met Wadlopers gereden op 30 april 1985, waarna de lijn werd opgebroken. Hiermee kwam er een einde aan de geschiedenis van de Groningse tramlijnen.

## Elektrische trams
Op 1 maart 1906 werd te Groningen de Gemeentetram Groningen (GTG) opgericht. Dit nieuwe gemeentebedrijf nam de bestaande paardentramlijnen over en voerde elektrische trams in. Op 1 maart 1910 opende de GTG de eerste twee stadstramlijnen. Dit waren de lijnen 1 en 3: Halte SS (Noorderstation) – Groote Markt – Heereweg en van de Grote Markt naar het Hoofdstation. Een maand later, op 1 april 1910, werd lijn 2 geopend, in 1915 lijn 4. Het lijnennet van de GTG werd in 1921 gecompleteerd met de buitenlijn, lijn 5, die de Grote Markt via de Heereweg ging verbinden met Haren, Glimmen en station De Punt.
Vanaf 1927 kromp het tramnet, eerst door de komst van de eerste trolleybus, die de lijnen 2 en 4 verving, in 1939 door de opheffing van de tramlijn Groningen – Haren – De Punt. De overgebleven twee tramlijnen bleven, met een onderbreking van enkele maanden in de winter 1944-’45, in dienst tot 13 december 1949. Daarna werden ook zij vervangen door de Groningse trolleybus.

## Plannen voor een nieuwe Groninger tram
In de stad Groningen werd in 2006 een plan gepresenteerd voor twee stadstramlijnen in de stad. In 2007 werd dit plan uitgebreid met regiotramverbindingen tussen Groningen en de omliggende plaatsen, via het bestaande spoor.
De voorbereidingen voor de aanleg waren al voltooid, maar in december 2012 werd het plan alsnog geschrapt.